# Aulacorthum syringae
Aulacorthum syringae är en insektsart. Aulacorthum syringae ingår i släktet Aulacorthum och familjen långrörsbladlöss. Inga underarter finns listade i Catalogue of Life.